# Algar
Pour les articles homonymes, voir Algar (homonymie).
Algar est une ville d’Espagne, dans la province de Cadix, communauté autonome d’Andalousie.

## Géographie

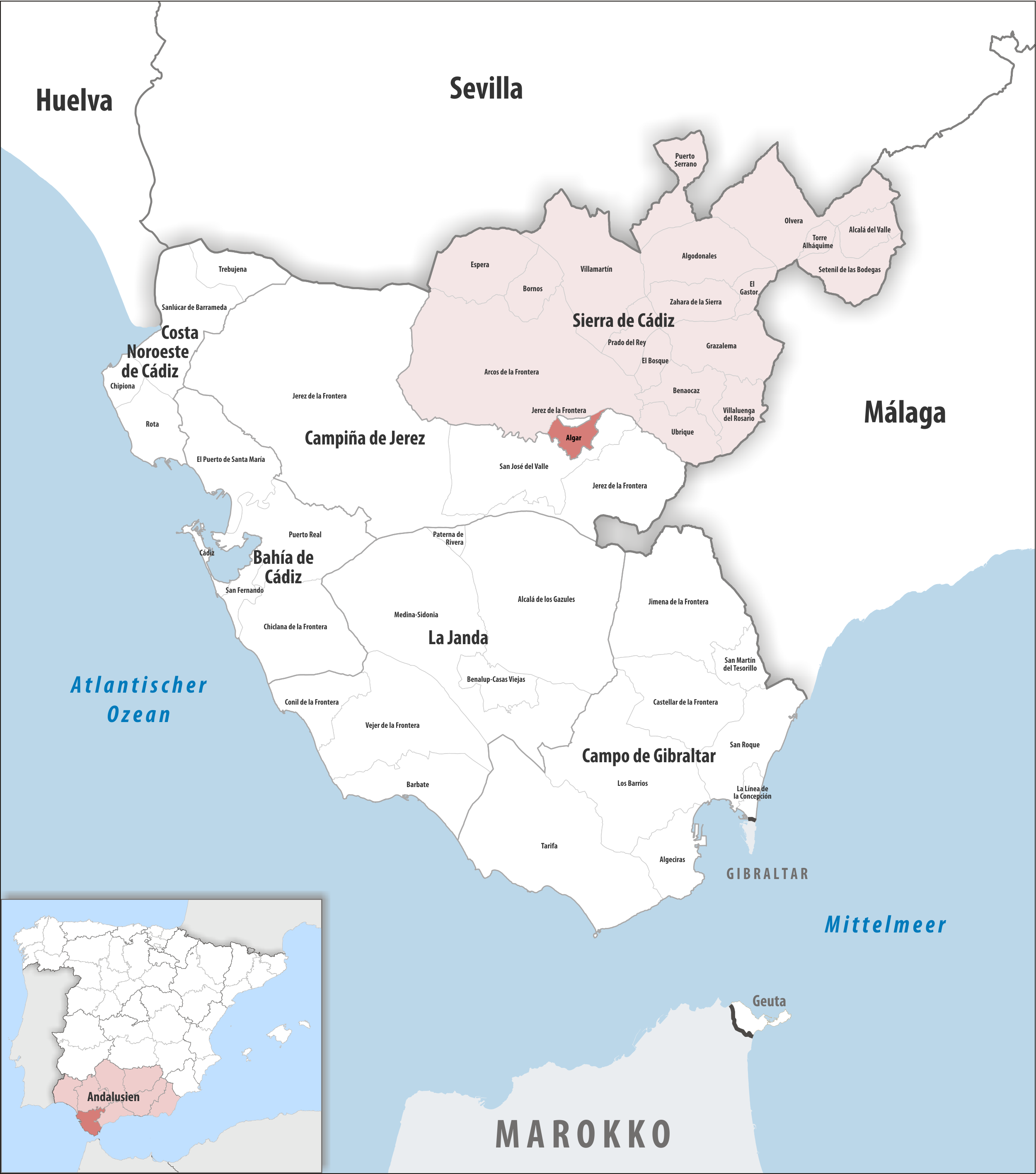
Algar dans la province de Cadix / en Andalousie

### Localisation
La commune d'Algar est proche du centre de la province de Cadix (Andalousie), dans le sud de la comarque de Sierra de Cadix.
Cadix est à 46 km sud ;
Jerez de la Frontera à 51 km ouest ;
Gibraltar à 93 km sud-sud-est ; 
Algésiras à 88 km sud.
Une étroite frange au sud de la commune est incluse dans le parc naturel Los Alcornocales (es),
y compris une petite partie du réservoir de Los Hurones (es) – alimenté par le Majaceite (es) qui sert aussi plus ou moins de limite de commune avec San José del Valle au sud.

### Communes voisines
Arcos de la Frontera est dans la comarque Sierra de Cadix ; Jerez de la Frontera et San José del Valle sont dans la comarque Campiña de Jerez.

## Administration
| Période                                  | Période | Identité | Étiquette | Qualité |
| ---------------------------------------- | ------- | -------- | --------- | ------- |
| N/A                                      | N/A     | N/A      | N/A       | Maire   |
| Les données manquantes sont à compléter. |         |          |           |         |